# 초경량 항공기

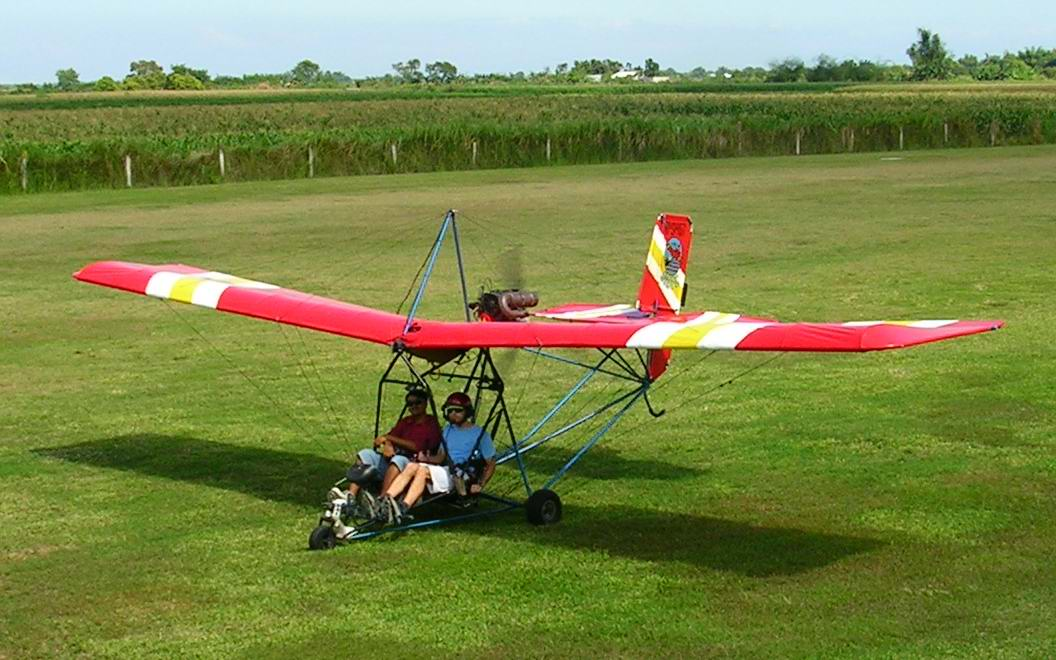
퀵실버 MXII

초경량 항공기(영어: Ultralight aircraft)는 1~2인승의, 아주 작고 가벼운 비행기를 말한다. 흔히 그냥 경비행기라고 부르며, 모양은 다양하다.
종류가 다양하며, 흔히 동력패러글라이더, 동력 행글라이더, 소형 경비행기들이 이에 속한다. 주로 레저용이나 스포츠용, 개인용으로 사용되며, 분해/조립이 편하기 때문에 아마추어들도 직접 제작할 수 있다. 조종석은 대부분 개방형이며, 동력 패러글라이더의 경우, 엔진을 짊어지고 땅에서 이륙하거나 엔진 있는 삼륜차에 패러글라이더를 부착해 이륙한다.
미국의 경우 FAA 103에 의해 무동력의 경우 155lbs(70kg) 동력의 경우 254lbs(115kg)이하를 따로 분류해 여러 가지 규제를 면제하기도 한다(많은 나라에서 비슷한 규정을 두고 있음)